# Locomotiefloods

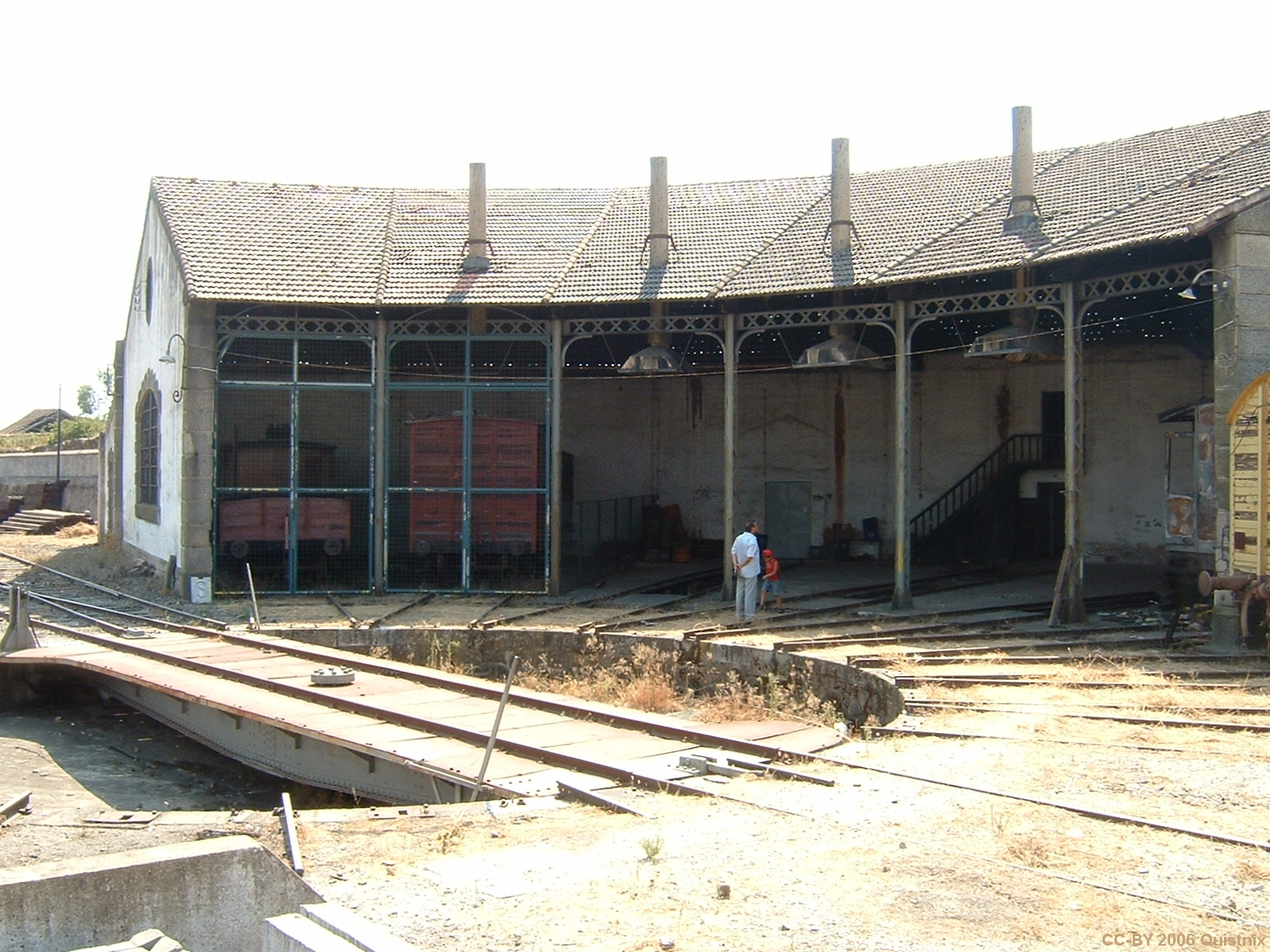
Oude locomotiefloods met draaischijf in de Portugese stad Castelo Branco.

Een locomotiefloods is een gebouw waarin werkzaamheden aan locomotieven plaatsvinden. Verschillende loodsen waren oorspronkelijk bereikbaar vanaf een draaischijf en daarom polygonaal van vorm. Veel andere loodsen waren echter recht van vorm
In Nederland was Tilburg bij NedTrain de laatste polygonale loods in professioneel gebruik. In Duitsland zijn er nog meerdere in gebruik.

## Zie ook

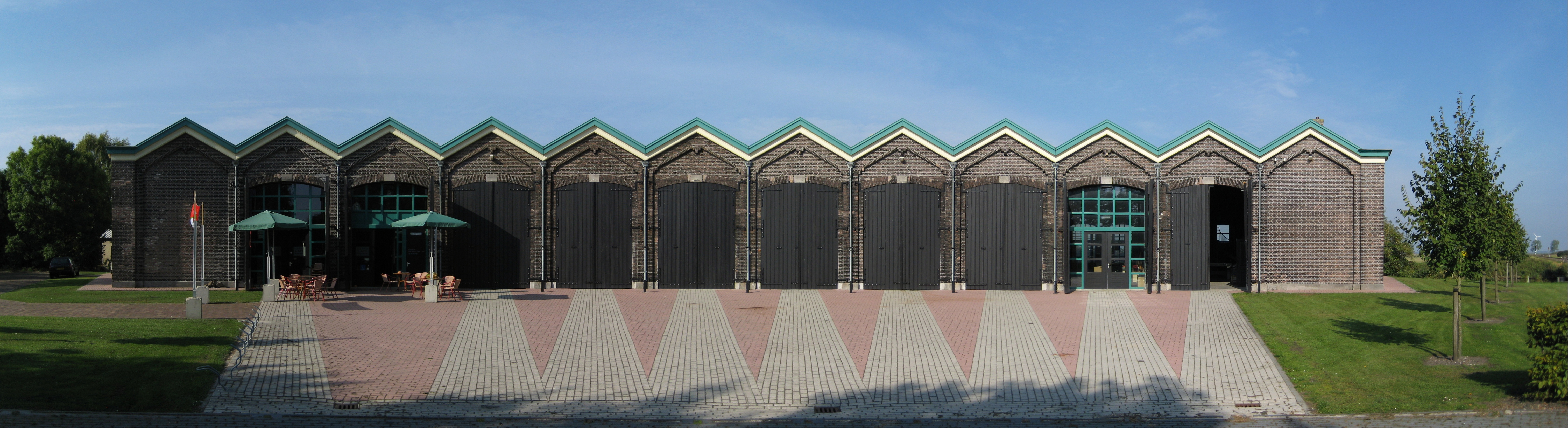
Voormalige locomotiefloods (1877) (de "oude remise") aan Staatslijn B in het Groninger dorp Bad Nieuweschans in 2008

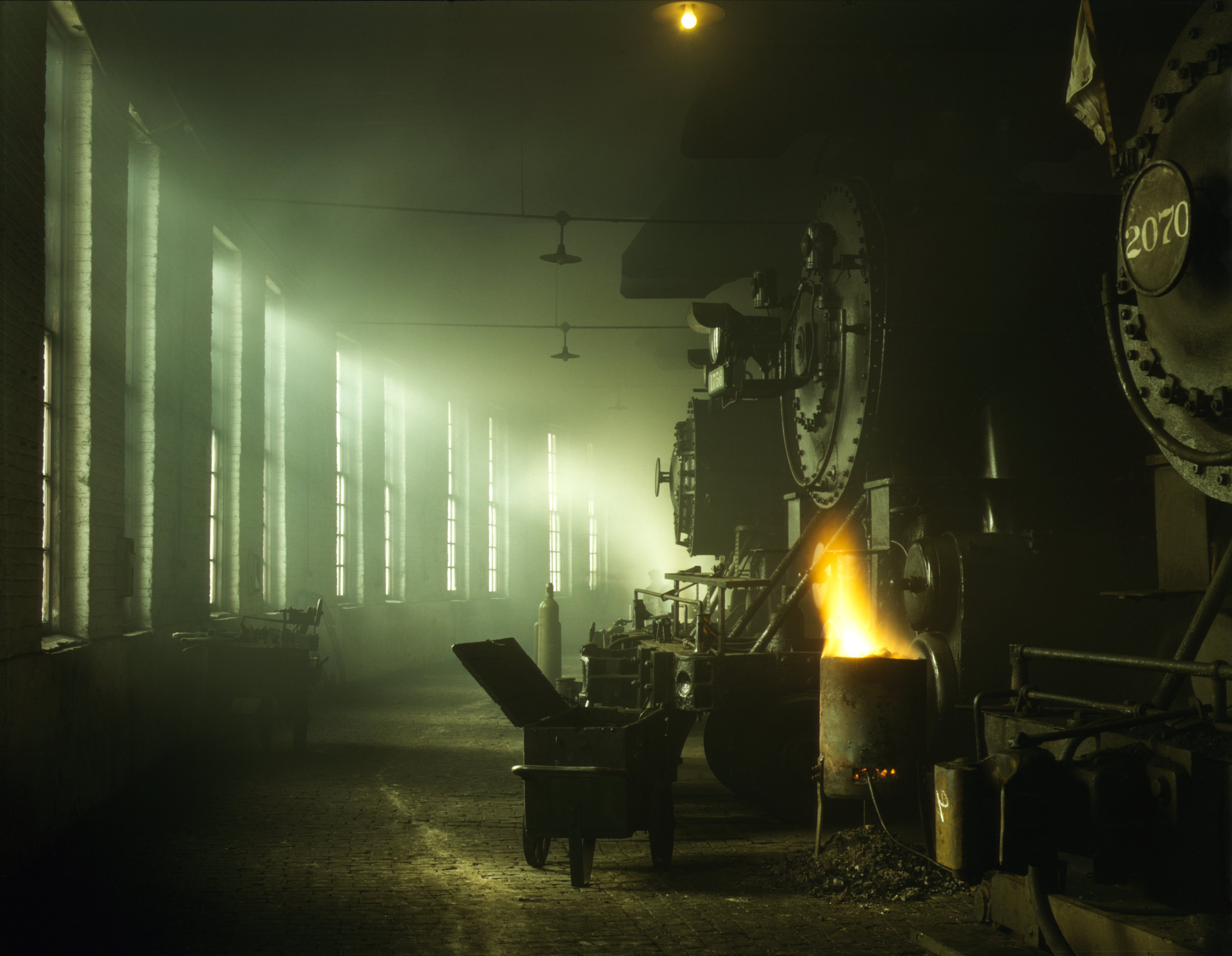
Het interieur van de locloods van de Chicago and North Western Railway in Chicago, 1942.